# A bábu visszavág
A bábu visszavág a KFT együttes 2008 decemberében megjelent albuma. A CD harmincezer ingyenes példányban, a Pesti EST 16 oldalas KFT különszámával került országos terjesztésre.

## Az album számai
1. Bábu vagy
2. A szél
3. Neonfényű boldogság
4. Fénygolyók
5. Csak az ágyban
6. Holdjáró
7. A Vérlázi-tavon
8. Szerelem az űrhajó
9. Erotika
10. Szép is vagyok, jó is vagyok
11. A cső
12. Varjúország
13. Az ősemberek mi vagyunk (Csak a hagyományosan terjesztett lemezeken)

## Közreműködők
- Zene és szöveg: Korlátolt Felelősségű Társaság
- Bornai Tibor – billentyűsök, ének
- Laár András – gitárok, ének
- II. Lengyelfi Miklós – basszusgitár, bőgők, ének
- Márton András – dobok, ének